# Antônio Gomes de Almeida
Antônio Gomes de Almeida (Campos Novos, 24 de agosto de 1919 — Florianópolis, 29 de março de 1988) foi um advogado e político brasileiro.

## Vida
Filho de Onofre Gomes de Almeida e de Maria Estaudelina da Silva, bacharelou-se em direito pela Faculdade de Direito de Santa Catarina, em 1946.

## Carreira
Foi conselheiro do Tribunal de Contas do Estado de Santa Catarina, do qual foi presidente, de 2 de janeiro de 1968 a 10 de novembro de 1969.
Foi deputado à Assembleia Legislativa de Santa Catarina na 2ª legislatura (1951 — 1955), na 3ª legislatura (1955 — 1959), e na 4ª legislatura (1959 — 1963), eleito pelo Partido Social Democrático (PSD).
Foi deputado à Câmara dos Deputados na 42ª legislatura (1963 — 1967) e na 43ª legislatura (1967 — 1971).